# Анунцијата (Пескара)
Анунцијата (итал. Annunziata) је насеље у Италији у округу Пескара, региону Абруцо.
Према процени из 2011. у насељу је живело 213 становника. Насеље се налази на надморској висини од 260 м.